# Al Zinnen
Al Zinnen est un directeur artistique et artiste de layout pour l'animation, ayant travaillé pour les studios Disney.

## Filmographie
- 1940 : Pinocchio, directeur artistique
- 1940 : Fantasia séquence "Le Sacre du Printemps", directeur artistique
- 1941 : Dumbo, directeur artistique
- 1942 : Bambi, directeur artistique
- 1942 : Saludos Amigos, décor
- 1946 : La Boîte à musique, layout
- 1947 : Coquin de printemps, layout
- 1948 : Dingo et Dolorès, layout
- 1948 : Mélodie Cocktail, layout
- 1949 : Dingo joue au tennis, layout
- 1949 : Dingo fait de la gymnastique, layout
- 1949 : Le Crapaud et le Maître d'école, layout
- 1950 : Motor Mania, layout
- 1950 : Hold That Pose, layout
- 1951 : Dingo et le lion, layout
- 1951 : Pluto et la Cigogne, layout
- 1951 : Home Made Home, layout
- 1951 : Cold War, layout
- 1951 : Tomorrow We Diet, layout
- 1951 : Get Rich Quick, layout
- 1951 : Fathers are People, layout
- 1951 : No Smoking, layout
- 1952 : Father's Lion, layout
- 1952 : Hello Aloha, layout
- 1952 : Man's Best Friend, layout
- 1952 : Dingo en vacances, layout
- 1952 : How to Be a Detective, layout
- 1953 : Peter Pan, layout
- 1953 : Papa est de sortie, layout
- 1953 : Father's Week-end, layout
- 1953 : Franklin et Moi, layout
- 1955 : La Belle et le Clochard, layout
- 1959 : Donald au pays des mathémagiques, layout
- 1961 : Les 101 Dalmatiens, layout
- 1955-1964 : Disneyland, layout sur 11 épisodes